# ليزلي أدريان ميلر
ليزلي أدريان ميلر (بالإنجليزية: Leslie Adrienne Miller)‏ هي كاتِبة وشاعرة أمريكية، ولدت في 1956.